# G.723.1
G.723.1 — один из базовых кодеков для приложений IP-телефонии. Утверждён ITU-T в рекомендации G.723.1 в ноябре 1995 года. Выбран форумом IMTC как базовый для приложений IP-телефонии.
Кодек G.723.1 генерирует кадры длительностью 30 мс, предварительно анализируя 7,5 мс сигнала.
Предусмотрено два режима работы: 6,3 Кбит/с (кадр имеет размер 189 битов, дополненных до 24 байтов) и 5,3 Кбит/с (кадр имеет размер 158 битов, дополненных до 20 байтов). Режим работы может меняться динамически от кадра к кадру. Оба режима обязательны для реализации.
Оценка MOS составляет 3,9 в режиме 6,3 Кбит/с и 3,62 в режиме 5,3 Кбит/с.
Кодек специфицирован на основе операций как с плавающей точкой, так и с фиксированной точкой в виде кода на языке Си. Реализация кодека на процессоре с фиксированной точкой требует производительности около 16 MIPS.
Кодек G.723.1 имеет детектор речевой активности (VAD) и обеспечивает генерацию комфортного шума на удалённом конце в период молчания. Эти функции специфицированы в приложении A (Annex А) к рекомендации G.723.1. Параметры фонового шума кодируются очень маленькими кадрами размером 4 байта. Если параметры шума не меняются существенно, передача полностью прекращается.